# Peter Skovholt Gitmark
Peter Skovholt Gitmark (född 15 april 1977 i Kristiansand) är en norsk politiker i Høyre.